# SIDI
SIDI（シディ、シディー）は、イタリアヴェネト州トレヴィーゾ県マゼールにあるシューズメーカーである。1960年に Dino Signori が創業した。

## 製品の特徴
主にオートバイ競技や自転車競技などの激しいスポーツにおける保護具を専門としている。サイクルシューズ、MTBシューズ、オフロードブーツを数多く製造している。木製ソールと高級革を使ったオリジナルウェアを作っていたが、1980年代からはプラスチックとカーボン繊維を含んだ手作りとなっている。他にも靴下もサイクルウェアとして生産している。モトGPのスポンサーでもある。

## 主なライダー（過去に使用した人も含む）
- アレックス・バロス
- アンソニー・ウェスト
- クリス・バーミューレン
- コーリン・エドワーズ
- ロリス・カピロッシ
- ルーカス・ペセック
- アルヴァロ・バウティスタ